# Diplusodon ericoides
Diplusodon ericoides är en fackelblomsväxtart som beskrevs av A. Lourteig. Diplusodon ericoides ingår i släktet Diplusodon och familjen fackelblomsväxter. Inga underarter finns listade i Catalogue of Life.